# Vox Maris

Vox maris („Glasul mării”) este un poem simfonic pentru  voce de tenor, cor și orchestră compus de George Enescu, dedicat marii pianiste românce Elena Bibescu. 

## Geneza
Multe surse atestă că lucrarea a fost scrisă între anii 1929 și 1951. Cert este că premiera a avut loc la București postum, în anul 1964.
Cu toate că nu se cunosc detalii despre modul de interpretare al acestei lucrări, identificăm în volumul lui Bernard Gavoty că George Enescu a menționat pe larg despre Vox Maris în Amintirile sale: „Dar, fiindcă am introdus pe amabilii mei cititori în atelierul meu de lucru, vreau ... să le încredințez ultimul meu proiect; când spun ultimul, trebuie să se înțeleagă că lucrez la el de mai bine de cincisprezece ani. Este vorba de un poem simfonic care se va chema Vox Maris: Glasul mării. De data aceasta, eu însumi mi-am făcut scenariul, mai bine zis l-am trăit. Da, am văzut tot ceea ce voi descrie”.

## Conținut și limbaj muzical
Subiectul cu elementele descriptiv-narative principale (ca: marea liniștită, marinarul filosof, marea care se înfurie, un naufragiu, un sacrificiu omenesc și potolirea stihiilor), fiind inspirate din viața compozitorului, capătă semnificație și putere de convingere. Referitor la punerea în pagină, raportul voci-orchestră ridică anumite probleme (un exemplu este introducerea corului de tenori în scenă doar pentru a spune „ah” de patru ori); în pofida acestui dezechilibru aparent, Enescu l-a utilizat pentru a evidenția un anumit moment al acțiunii.

## Structura
Poemul Vox Maris se constituie pe o formă tripartită (liniște – catastrofă – revenirea la liniște). Nu recurge însă la forma de sonată, pentru că la nivelul conținutului muzical, forma de sonată cu cele două teme contrastante și cu reluarea acestora în repriză nu își găsesc locul. Conținutul ideatic al episoadelor determină natura muzicii respective. Episoadele literar-muzical se succed după cum urmează:  
1). peisajul marin, liniștit (orizonturi, joc de valuri, plimbarea privirii peste ape) 
2). intrarea elementului uman (cântecul matelotului) 
3). activități omenești (plecarea bărcilor și pierderea lor în zare) 
4). începutul furtunii, pericolul, activități omenești, catastrofa („Miserere Domine”) 
5). epilog la furtună 
6). peisaj marin, din nou liniștit (un cvasi-recviem) 
7). Les sirènes antiques, ecouri ale catastrofei, coda.
Începutul este marcat de straturi heterofonice, care nu alcătuiesc ideea muzicală de sine stătătoare, ci fiecare este o „materializare a unei idei primare, arhetipale”. Astfel, disonanța din cadrul acestor heterofonii nu se pregătește, nici nu se rezolvă, ci aceasta apare ca un element-surpriză, provenit dintr-o variație melodică. Peisajul marin care poate fi identificat în primul episod apare (prin aportul heterofoniei) incert, sugerând o ceață a depărtării. 
Episodul 1, „Orizonturi”, este perceput ca fiind cel mai departe de sensibilitatea unui subiect receptor. Acesta se caracterizează prin stabilitate tonală, dar este totodată impasibil și fugitiv. Acest pasaj este similar cu un segment din opera Oedipe. 
Urmează încă două episoade, jocul valurilor și plimbarea privirii peste ape. Cel dintâi aduce două idei melodice înrudite, iar cel de-al doilea poate fi considerat o a treia ipostază a mării liniștite. 
Cântecului matelotului este precedat de acest episod, care a expus natura ca parte definită a poemului. În următorul episod care vizează latura umană, putem sesiza filosofia înfrățirii cu natura, prin actul morții, element care a însoțit și creația lui Mihai Eminescu (Mai am un singur dor). Versiunea literară în limba bretonă (considerată și cea originală) utilizează rime împerecheate în patru versuri a câte 12 silabe fiecare. Cântecul breton aduce în expunerea orchestrală elemente din aria Sfinxului (Oedipe), dar asemenea unui ecou.
Episodul 2, care încă păstrează un discurs liniștit, este urmat de cel de-al treilea episod, în care furtuna este elementul principal. Aceste trei episoade alcătuiesc o singură secțiune mare. Se remarcă în acest segment muzical, momentul în care liniile se „dizolvă” și se pierd fluctuant într-un peisaj posedat de vânt. Acest motiv va genera ulterior noi evenimente melodice. Mersul descendent va apărea mai târziu și în linia trompetelor, ele marcând culminația furtunii . 
4). Un alt moment de o deosebită importanță îl constituie apariția furtunii. Se poate identifica un balans de terță mare și mică, caracteristic stilului personal al autorului. Furtuna nu se sprijină doar pe acesta, ci apar elemente obsesive ale coardelor grave, cântecul marinarului (reluat doar secvențial la violoncele și bași) și chiar motivul vântului apare variat, iar introducerea timpanelor anunță loviturile de tun. Punctul culminant al furtunii este reprezentat de momentul catastrofei, subliniat de urletul descendent al corului și continuat cu lamentația vocii de soprană solo (Miserere). 
Următoarele episoade (6, 7) se desfășoară într-un discurs care readuce teme și motive din cele anterioare, ele fiind prelucrate. Episodul 7, cel al sirenelor antice, amintește de Jardin du sommeil d'amour din „Simfonia Turangalîla” (1946-48) de Messiaen. În urma expunerii vocale și instrumentale, discursul muzical de o deosebită virtuozitate se încheie printr-o codă de 10 măsuri, la care contribuie exclusiv doar instrumentele de percuție (timpani, toba mică, piatti, gran cassa, tam-tam și mașină de vânt).
În ansamblu, sesizăm o libertate de tratare a plajei sonore, în care vocile și orchestrația sunt foarte complexe, iar limbajul sonor întrunește elemente modale. Orchestrația depășește în această lucrare nivelul atins în Simfonia a 3-a (1916-18). 
Astfel, întregul discurs muzical este construit pe ideea literară descrisă de Enescu în Amintiri: „Închipuiți-vă o mare furtunoasă. Un marinar, nemișcat, o contemplă, având ochii pironiți asupra orizontului. Vântul se întețește, crește, se preface în vijelie. O sirenă mugește în depărtare. E alarmă! Se aud strigăte în mijlocul furtunii. Bărcile sunt coborâte pe mare. Marinarul se avântă, apucă vâslele și pornește în direcția de unde au venit strigătele. Cei de pe țărm urmăresc o clipă barca ce saltă pe creste. Deodată dispare. Apele s-au năpustit asupra firavei ambarcațiuni, scufundând-o. Vântul șuieră peste talazurile însângerate parcă de lumina amurgului. Marea și-a înghițit prada. Sătulă, își recapătă liniștea. Sosește noaptea. Nu se mai aude nimic decât zgomotul valurilor de nisip și – departe, foarte departe – cântecul anticelor sirene. O jertfă care a potolit mânia zeilor. Lumina lunii strălucește deasupra mării...”.